# 諾林西克
51°16′3″N 28°34′8″E / 51.26750°N 28.56889°E
諾林西克（烏克蘭語：Норинськ），是烏克蘭北部的村莊，隸屬日托米爾州的科羅斯滕區。該村始建於1509年，面積49.33平方公里，海拔高度164米，2001年人口1,360，人口密度每平方公里27.57人。